# Frank Tarloff
Frank Tarloff (* 4. Februar 1916 in Brooklyn, New York City; † 25. Juni 1999 in Beverly Hills, Kalifornien) war ein US-amerikanischer Drehbuchautor, der bei der Oscarverleihung 1965 einen Oscar für das beste Originaldrehbuch für Der große Wolf ruft erhielt.

## Biografie
Tarloff war erstmals 1943 als Dialogschreiber für Campus Rhythm von Arthur Dreifuss bei der Erstellung eines Films beteiligt, wurde aber in den 1950er Jahren während der McCarthy-Ära durch das Komitee für unamerikanische Umtriebe als sogenannter „feindlicher Zeuge“ (unfriendly Witness) eingestuft, wodurch er de facto mit einem Berufsverbot belegt war und sich zeitweise mit seiner Familie in England aufhielt. In den kommenden zwölf Jahren benutzte er nicht nur Falschnamen wie „David Adler“, sondern auch „Front writer“, die die von ihm verfassten Drehbücher als ihre Arbeit ausgaben.
Er schrieb in dieser Zeit Drehbücher wie Fernsehserien wie I married Joan, The Real McCoys, Mutter ist die Allerbeste sowie die The Dick Van Dyke Show und Andy Griffith Show.
Für das Drehbuch zu Der große Wolf ruft (1964) von Ralph Nelson erhielt er 1965 gemeinsam mit dem Verfasser der Vorlage S. H. Barnett und Peter Stone den Oscar für das beste Originaldrehbuch und war darüber hinaus mit Stone auch für den Preis der Writers Guild of America (WGA Award) für die bestgeschriebene Komödie nominiert.
Eine weitere Nominierung für den WGA Award für die bestgeschriebene Komödie erhielt er 1968 für Leitfaden für Seitensprünge (1967) von Gene Kelly mit Walter Matthau und Inger Stevens. Weitere bekannte Filme mit ihm verfassten Drehbüchern waren Der doppelte Mann (1967) von Franklin J. Schaffner und Der Etappenheld (1967) von Jack Smight. Daneben schrieb Tarloff, dessen Sohn Erik Tarloff ebenfalls als Drehbuchautor tätig war, auch Drehbücher für Folgen der Sitcom Die Jeffersons (1975).